# اقتصاد حقيقي

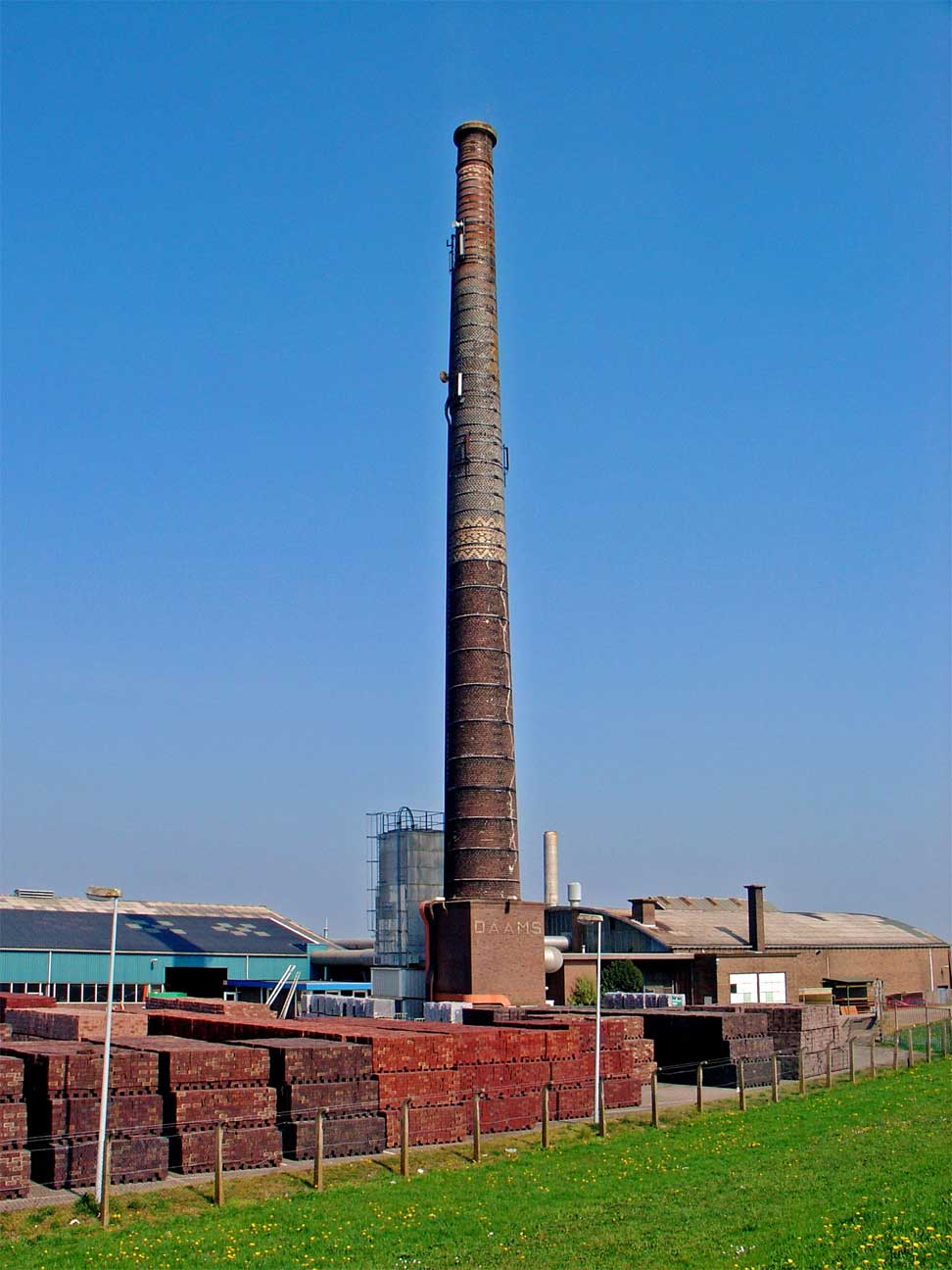

يتعلق الاقتصاد الحقيقي بإنتاج السلع والخدمات (مثل النفط والخبز واليد العاملة) وشرائها وتدفقها داخل الاقتصاد، وهو يتناقض مع الاقتصاد المالي، المتعلق بجوانب الاقتصاد التي تتم بمعاملات نقدية أو باستخدام أصول مالية أخرى، والتي قد تمثل ملكية سلع وخدمات الاقتصاد الحقيقي أو المطالبة بملكيتها.
في الاقتصاد الحقيقي، تعتبر النفقات «حقيقية» حيث تُستخدم الأموال لإتمام المعاملات غير الافتراضية، على سبيل المثال دفع الأجور للموظفين للقيام بالعمل، والفواتير المدفوعة لتوفير الوقود، أو الطعام الذي يُشترى للاستهلاك. تتضمن المعاملة تسليم شيء آخر غير النقود أو الأصول المالية. بهذه الطريقة، يركز الاقتصاد الحقيقي على الأنشطة التي تسمح للبشر بتلبية احتياجاتهم ورغباتهم بشكل مباشر، بصرف النظر عن أي اعتبارات مضاربة. أصبح الاقتصاديون مهتمين بشكل متزايد بالاقتصاد الحقيقي (وتفاعله مع الاقتصاد المالي) في أواخر القرن العشرين نتيجة زيادة التمويل العالمي، الذي وصفه كريبنر بأنه «نمط تراكم تُجمع فيه الأرباح بشكل أساسي من خلال القنوات المالية وليس من خلال التجارة وإنتاج السلع».
يتاثر القطاع الحقيقي بتأثير السيولة على أسعار الأصول، على سبيل المثال إذا كانت السوق مشبعة وانهارت أسعار الأصول. في القطاع الحقيقي يمكن أن يعني عدم اليقين هذا تباطؤًا في إجمالي الطلب (وهو يعني في القطاع النقدي زيادة الطلب على النقود).

## المدارس الفكرية
في المدرسة النيوكلاسيكية للاقتصاد، يفرض الانشطار الكلاسيكي أنه يمكن تحليل القيم الحقيقية والاسمية في الاقتصاد بشكل واضح، فتُحدد بالتالي القيمة الحقيقية للقطاع من خلال أذواق الفرد وتفضيلاته وتكلفة الإنتاج، بينما دور القطاع النقدي محصور على مستوى السعر، لذلك يقتصر دور العرض والطلب في هذا المثال المبسط على النظرية الكمية للنقود.
ترفض النظرية الاقتصادية الكينزية والنظرية الماركسية الانشطار الكلاسيكي. يرفض الكينزيون ومناصروا النظرية النقدية الانشطار على أساس أن الأسعار ثابتة، أي أنها تفشل في التكيف على المدى القصير، بحيث تؤدي الزيادة في المعروض النقدي إلى زيادة الطلب الكلي وبالتالي تغيير متغيرات الاقتصاد الكلي الحقيقية. يرفض اقتصاديو ما بعد الكينزية بدورهم الانشطار الكلاسيكي لأسباب مختلفة، مؤكدين على دور المصارف في خلق المال، كما هي الحال في نظرية الدائرة النقدية.
تقترح نظرية السوق ثنائية الانقسام أن نتائج القطاع الحقيقي مستقلة عن القطاع النقدي، وهي مرتبطة بفكرة حياد النقود.

## الاقتصاد المالي مقابل الاقتصاد الحقيقي
وفقًا للانشطار الكلاسيكي، يمكن تحليل الاقتصاد الاسمي والحقيقي بشكل منفصل. غالبًا ما ينظر الاقتصاديون العاديون إلى الأسواق المالية كوسيلة لموازنة المدخرات والاستثمارات، التي تُخصص مؤقتًا لتحقيق أفضل استخدام لها وترتكز على الأساسيات داخل الاقتصاد، فتعمل المصارف كوسيط بين المدخرات والاستثمارات. تعتبر الأسواق المالية وفقًا لفرضية السوق الفعالة فعالة على أساس جميع المعلومات المتاحة. يحدد سعر الفائدة في السوق من خلال العرض والطلب على الأموال القابلة للإقراض.
هناك بعض الخلاف حول ما إذا كان القطاع المالي وأسواق الأصول المالية يؤثران على الاقتصاد الحقيقي. أثبت الاقتصادي ماتياس بينسوانجر أنه منذ الثمانينيات، لا يبدو أن نتائج سوق الأسهم تؤدي إلى زيادات في النشاط الاقتصادي الحقيقي، على عكس النتائج الموجودة في نموذج فاما (1990)، الذي وجد أن الزيادات في سوق الأسهم تؤدي لزيادات في الاقتصاد الحقيقي. ينسب بينسوانغر هذا الاختلاف بناءً على إمكانية فقاعات المضاربة للاقتصاد خلال الثمانينيات والتسعينيات. من خلال تحليل بيانات سبع دول مختلفة، وجدت الخبيرة الاقتصادية كايت كرينا كريتشنيفا أن الزيادة في سوق الأوراق المالية تتوقع زيادة في الاقتصاد الحقيقي بفارق زمني يبلغ ربعًا (3 أشهر)، دون وجود أي علاقة مرتدة في الاتجاه المعاكس.